# رولاند هوسن
رولاند هوسن (به فرانسوی Roland Husson) زاده ۱۹۳۴ در پاریس و درگذشته تابستان ۲۰۱۳ دیپلمات سابق و وابسته فرهنگی فرانسوی در آمریکا، شیلی و ایران و نویسندهٔ چند کتاب است. او چند مجموعه شعر نیز دارد که با نام مستعار «رشت» (به فرانسوی Racht) منتشر کرده‌است.

## سرگذشت
هوسُن عامل نجات شماری از هنرمندان شیلیایی در جریان کودتای پینوشه بود. او با ناشر و نویسندهٔ ایرانی، احمد کامیابی مسک، دوستی داشت و کامیابی چند کتابش را در پاریس منتشر کرد.

## نوشته‌ها
بعض کتاب‌ها:
- Nos duele Chile. Editorial Cuarto Propio. 2010. ISBN 9789562605083
- Nous avons mal au Chili. Editions Syllepse. 2003. ISBN 978-2847970630
- Un autre regard sur New York. Préface d'Ahmad Kamyabi Mask. Paris: A. Kamyabi Mask. 2000. ISBN 9782910337063
- Rue de la chine: le quartier de mon enfance. Préface d'Ahmad Kamyabi Mask. Paris: A. Kamyabi Mask. 1999. ISBN 978-2910337056

## فیلم
فیلم مستندی به نام یک دیپلمات فرانسوی در سانتیاگو بر اساس کتاب هوسن دربارهٔ شیلی ساخته شده‌است.
- Un diplomate français à Santiago